# Hauptstraße 61 (Hümme)

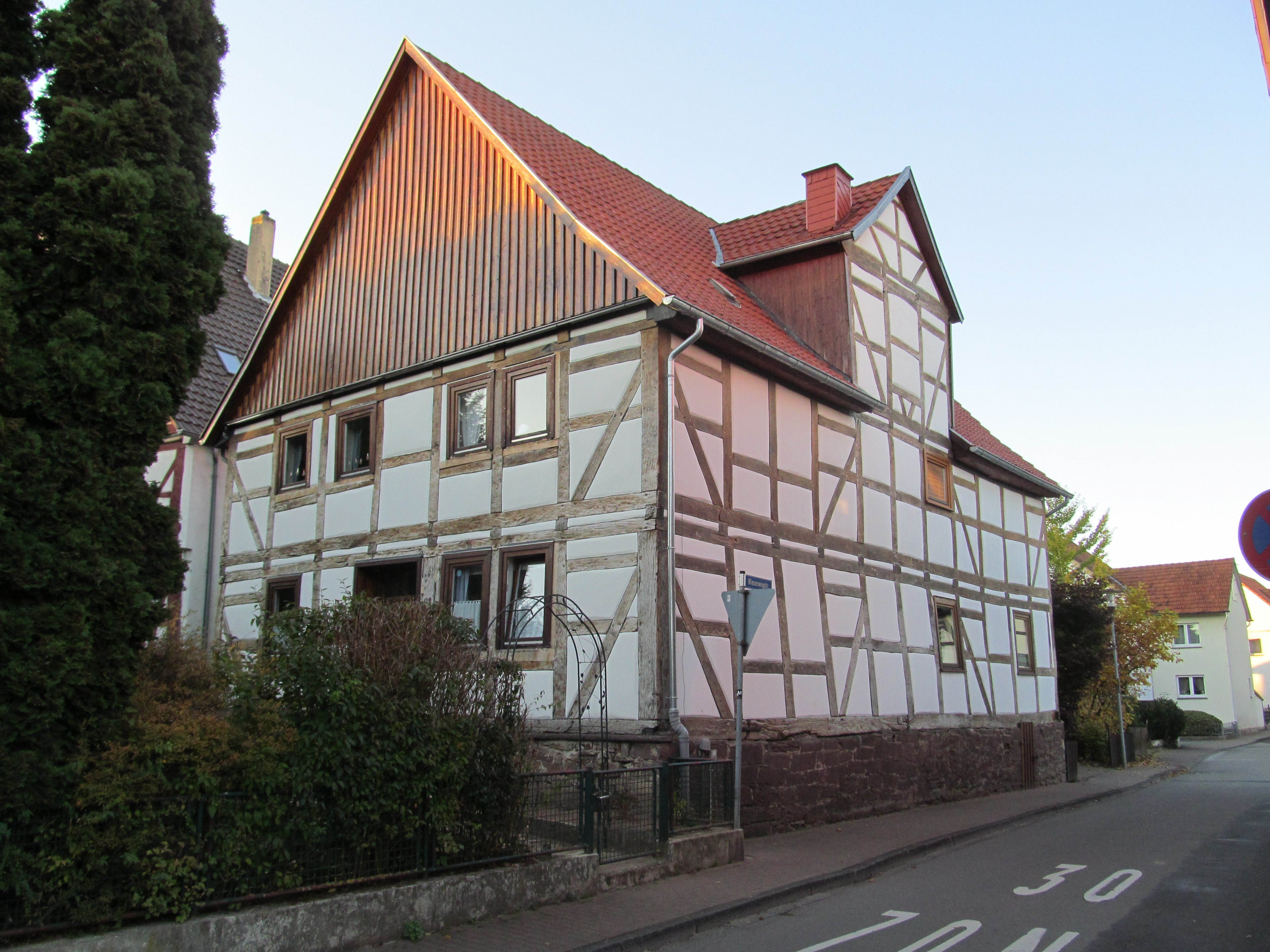
Gebäude Hauptstraße 61 in Hümme

Das Gebäude Hauptstraße 61 in Hümme, einem Stadtteil von Hofgeismar im Landkreis Kassel in Nordhessen, wurde Anfang des 18. Jahrhunderts errichtet. Das Diemelsächsische Bauernhaus an der Ecke zur Wiesenwegstraße ist ein geschütztes Kulturdenkmal.
Der zweigeschossige Ständerbau mit gebogenen Streben ist an einer Giebelseite mit Holz verkleidet. Das ehemalige Dielentor an der Rückseite wurde durch eine Haustür ersetzt. 
Der ursprüngliche Wohnteil ist mit einer Zweiergruppe von Fenstern ausgestattet. Das Zwerchhaus an der Traufseite würde später hinzugefügt. 